# Nova Mambone
Nova Mambone é a vila-sede do distrito de Govuro, no extremo norte da província de Inhambane, em Moçambique. Foi elevada à categoria de vila em 22 de Dezembro de 1938.
A vila está situada na margem direita da desembocadura do rio Save e tem sido afectada por cheias daquele rio.
A população de Nova Mambone tem como actividade principal a pesca e a língua predominante é a língua ndau.